# کیهان‌شناسی نورس
در اساطیر نورس نُه جهان گوناگون وجود دارد که گرداگرد درخت جهان، ایگدراسیل، گسترده شده‌اند. این نه جهان به صورت گروهی در اشعار ادای شاعرانه ذکر شده‌اند. با این حال در هیچ‌یک از منابع، لیست دقیقی از اینکه کدام جهان‌ها شامل این تعداد می‌شدند را نداده است.
- ازگارد ، اولین طبقه، زیستگاه آسیرها، که با پل بیفروست به جهان‌های دیگر پیوند داشت
- الف‌هایم، زیستگاه اِلف‌ها
- ونه‌هایم، سرزمین ایزدان و ایزدبانوان نژاد ونیر
- میدگارد، به (معنی) سرزمین میانه، سرزمین و اقامت‌گاه انسان‌ها
- یوتون‌هایم، زیستگاه یوتون‌ها یا غول‌های یخی، دشمنان آسیرها
- سوارتالف‌هایم، جایگاه زندگی الف های تاریکی
- نیداولیر، سرزمین دورف‌ها که در برخی منابع با سوارتالف‌هایم یکی دانسته شده و در بعضی از آنها دورف ها و الف های تاریک را از یک نوع و در بعضی دیگر آنها را به دلیل شباهت غیر قابل تمایز دانسته اند اما در حقیقت دورف ها متعلق به فولکولر ژرمنی و الف های تاریک به کیهان شناسی نورس که مشابه هم اند و به دلیل هم ریشه بودن مخلوط با هم اند اما به خاطر از بین رفتن منابع آن به دست مسیحیان دارای ابهاماتی هستند
- موسپل‌هایم، جهان آتش، سرزمین موسپل آتشین شمشیر که سورت فرمانروای آن بود
- نیفل‌هایم، یکی از جهان‌های زیرین، جهان برف و یخ و تاریکی
- هل‌هایم، دوزخ نوردیک. سرزمین مردگان و همیشه سرما، گستره فرمانروایی هل[۲]